# Riley Steele
Riley Steele (Vall de San Fernando, 26 d'agost de 1987) és una actriu pornogràfica nord-americana. Va créixer a Escondido, Califòrnia. Es va educar a casa durant els últims dos anys del seu període d'educació secundària.
Va conèixer l'actriu Jesse Jane en la signatura d'autògrafs de la pel·lícula Pirates, moment en el qual Jane li va aconsellar entrar al negoci del cinema per a adults, i va donar la seva targeta a Steele. Steele va contactar Joone, fundador de Digital Playground, amb qui va signar un contracte d'exclusivitat aquell mateix dia. Va rodar la seva primera escena per a la pel·lícula Pirates II: Stagnetti's Revenge.
És part de l'elenc de la pel·lícula (no pornogràfica) Piranha 3D, on personifica a Crystal, un dels papers principals.

## Nominacions
- 2009 – Premi F.A.M.E. – Favorite New Starlet[6]
- 2010 – Premi AVN – Best Group Sex Scene – Nurses[7]
- 2010 – Premi AVN – Best New Starlet[7]
- 2010 – Premi AVN – Best Threeway Sex Scene – Nurses[7]
- 2010 – Premi XRCO – New Starlet[8]
- 2011 – Premi AVN – Best Actress – Love Fool[9]
- 2011 – Premi AVN – Best All-Girl Group Sex Scene – Bodi Heat[9]
- 2011 – Premi AVN – Best Three-Way Sex Scene (G/B/B) – Bar Pussy[9]
- 2011 – Premi AVN – Crossover Star of the Year[9]
- 2011 – Premi AVN – Female Performer of the Year[9]